# Chondrostoma soetta
Chondrostoma soetta је зракоперка из реда Cypriniformes.

## Угроженост
Ова врста се сматра угроженом.

## Распрострањење
Врста је присутна у Италији и Словенији.

## Станиште
Станишта врсте су језера и језерски екосистеми, речни екосистеми и слатководна подручја.